# 경주 부부총 금귀걸이
경주 부부총 금귀걸이(慶州 夫婦塚 金製耳飾)는 경상북도 경주시 보문동 부부총에서 출토된, 금으로 만든 귀걸이이다.
일반적으로 귀걸이는 몸체가 되는 둥근고리에 다시 몇 개의 고리가 연결되고, 그 아래 장식이 달리는 형식으로, 몸체의 크기와 굵기에 따라 굵으면 태환, 가늘고 작으면 세환이식으로 분류된다. 몸체는 태환·세환 모두 무게를 줄이기 위해 속이 비워져 있는 상태이다. 이 금귀걸이는 고리가 굵어서 태환이식에 속한다.
이 귀걸이는 몸체가 되는 커다랗고 둥근 고리에 타원형의 중간고리가 연결되어 있으며, 그 아래에는 나뭇잎 모양의 화려한 장식들이 매달려 있다. 커다란 둥근 고리에는 거북등 무늬와 같이 육각형으로 나누어 그 안에 4엽 또는 3엽의 꽃을 표현하였다. 꽃 하나 하나에 금실과 금알갱이로 장식한 누금세공법을 이용하는 세밀함을 보여주고 있다. 밑 부분에는 나뭇잎 모양의 작은 장식들을 금실로 꼬아서 달고 장식 끝에 커다란 하트모양을 달았다.
중심고리의 지름은 3.5센티미터로 신라의 귀걸이 가운데 가장 크며 심엽형의 중간장식도 37개나 달려 있고 중간장식의 가장자리와 중앙에도 장식이 되어 있어 매우 화려하다. 맨 아래 장식에도 금 알갱이가 붙어 있다. 이 귀걸이는 지금까지 출토된 태환이식 가운데 제작시기가 가장 늦은 것이다.
신라의 귀걸이에는 대부분 서역에서 전래된 누금세공법이 매우 능숙하게 사용되고 있으며, 그중에서 태환과 수식 전체에 걸쳐 누금세공법으로 장식한 예는 이 유물이 대표적인 작품이다.
신라 고분에서 출토된 귀걸이 가운데 가장 정교하고 화려한 것으로 완숙기에 접어든 신라의 금속 공예기술을 잘 보여주는 매우 뛰어난 작품이다.

## 사진

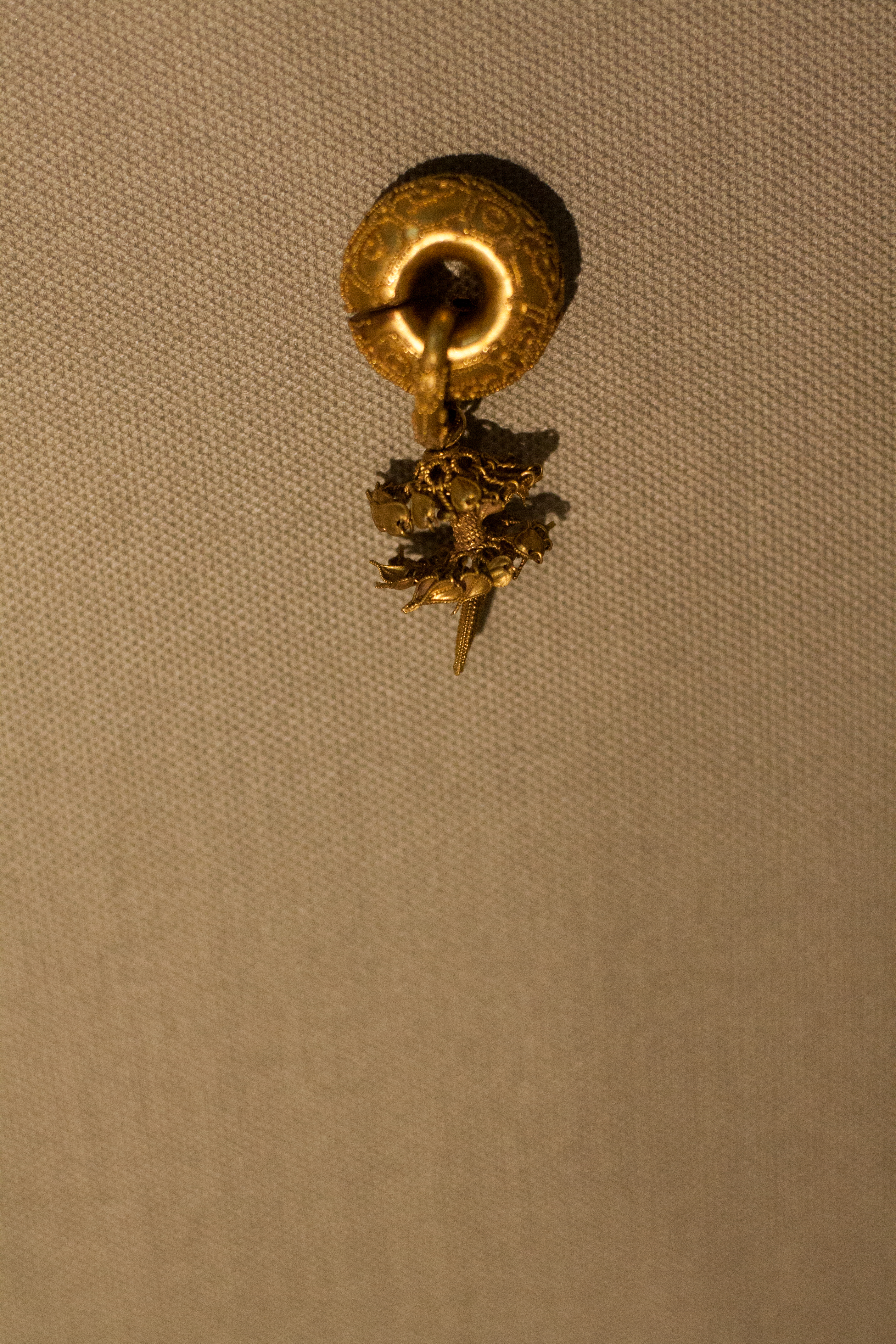
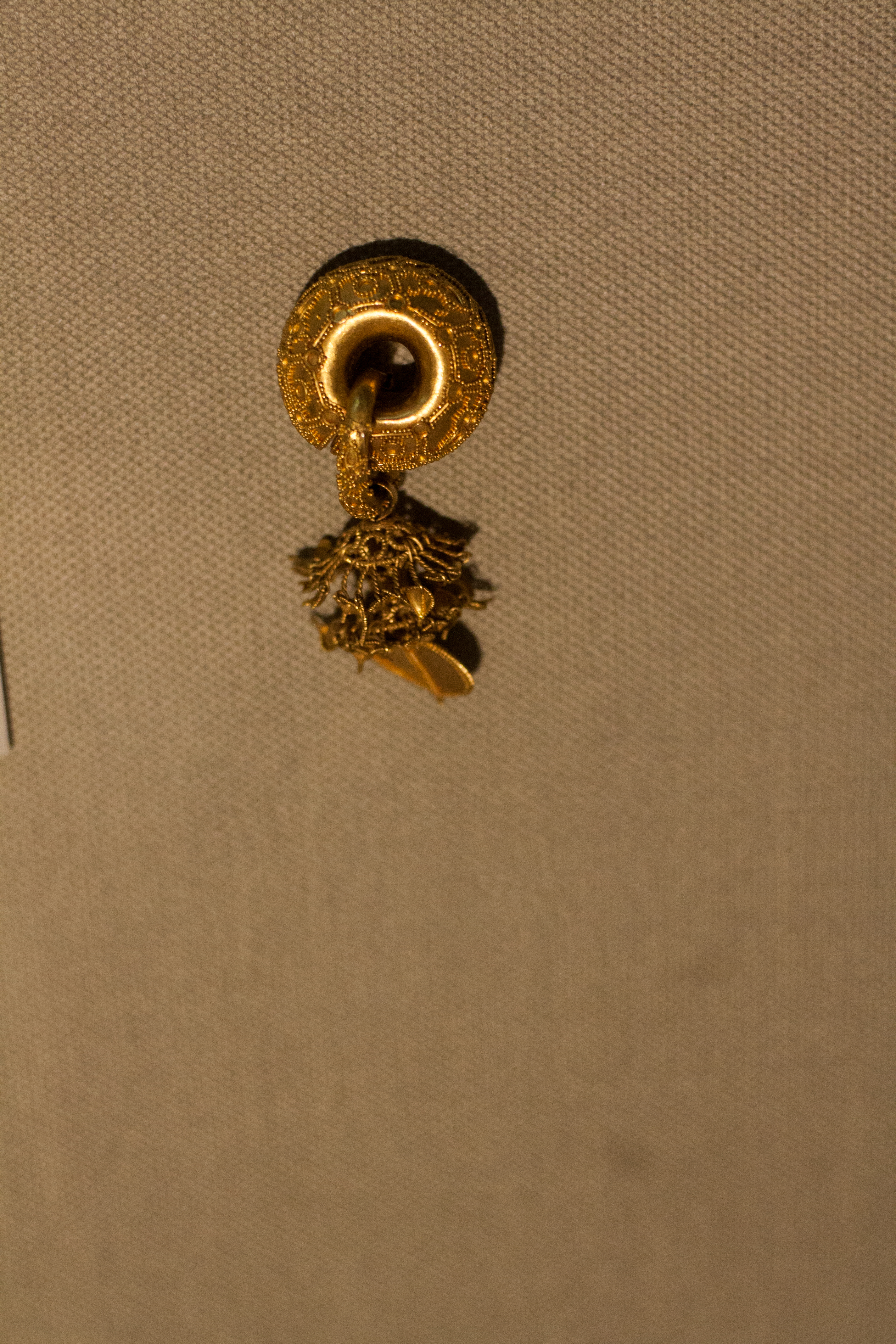

## 같이 보기
- 부부총

## 참고 자료
- 경주 부부총 금귀걸이 - 국가유산청 국가유산포털

 본 문서에는 서울특별시에서 지식공유 프로젝트를 통해 퍼블릭 도메인으로 공개한 저작물을 기초로 작성된 내용이 포함되어 있습니다.